# Patania chlorophanta
Patania chlorophanta is een vlinder uit de familie van de grasmotten (Crambidae). De wetenschappelijke naam van deze soort is voor het eerst gepubliceerd in 1878 door Arthur Gardiner Butler. 
De spanwijdte varieert van 23 tot 26 millimeter.
Deze soort komt voor in China, Taiwan en Japan (Yokohama).